# Valladolid (México)
Valladolid (en maya: Sakiꞌ) es una ciudad del estado de Yucatán, en México, así como la cabecera del municipio del mismo nombre. Se ubica al sureste del país, en la región oriente del estado, a 170 km de Mérida. De acuerdo con el censo de 2020 realizado por el INEGI, tiene una población de 56,494 habitantes, siendo la ciudad yucateca más poblada fuera de la Zona Metropolitana de Mérida.
La ciudad fue fundada el 28 de mayo de 1543 por Francisco de Montejo. Se encontraba originalmente en la localidad maya de Chauac-Há, pero el 24 de marzo de 1545, pese a la resistencia de su fundador y debido a motivos de saneamiento, la localidad fue trasladada a Zací, la capital del cacicazgo maya de los Cupules. En 1848, la ciudad y sus haciendas fueron tomadas por los indígenas mayas durante la mal llamada Guerra de Castas en respuesta a la opresión que sufrían por parte del gobierno yucateco, por lo que las familias afectadas tuvieron que emigrar a otras regiones; la ciudad fue tomada meses más tarde por el gobierno yucateco tras el acuerdo para que el gobierno federal les dotara de armas y tropas a cambio de abandonar la idea de separarse de la República. El 4 de junio de 1910, la ciudad fue escenario de uno de los primeros antecedentes de la Revolución Mexicana conocido como la Rebelión de Valladolid o la Primera Chispa de la Revolución.
El 30 de agosto de 2012, la ciudad fue incorporada a la lista de Pueblos Mágicos de México, siendo la segunda en recibir ese nombramiento en el estado de Yucatán, después de Izamal.

## Toponimia

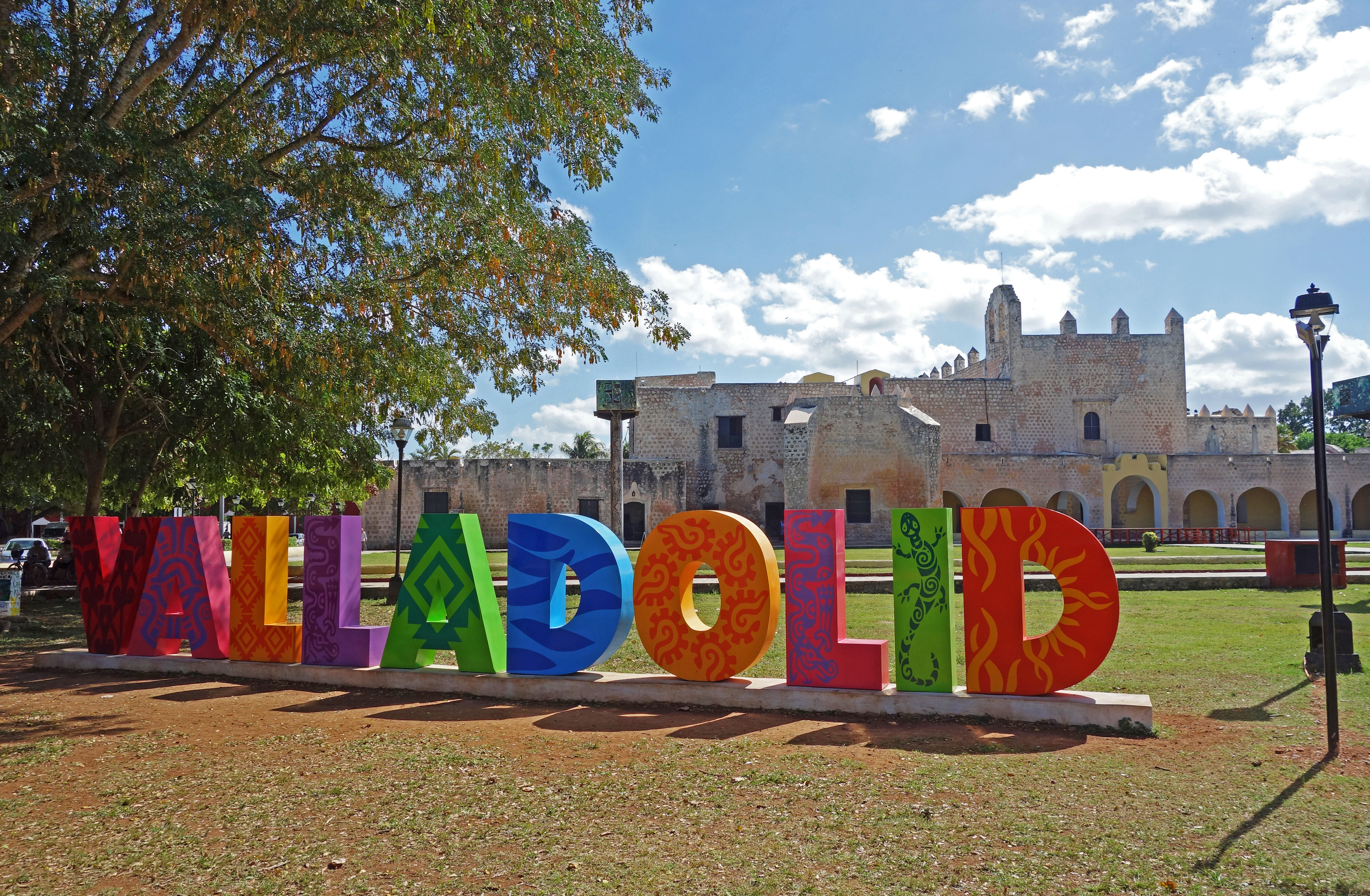
Letras turísticas de Valladolid.

Valladolid fue nombrada así en honor a la Valladolid castellana, lugar de procedencia de algunos de los colonizadores españoles durante la conquista de Yucatán.

### Maya
En maya, a la ciudad se le llama Sakiꞌ (o "Zací", en la escritura tradicional y se pronuncia "sakí"). Viene de la maya sak, blanco, e iꞌ, gavilán. Nótese que el escudo justamente tiene a dicha ave y blanca.

## Elementos identitarios

### Símbolos
Escudo

Escudo de Valladolid.

Para conmemorar el 430 aniversario de la fundación de Valladolid (1543 - 1973), las autoridades municipales decidieron confeccionar el escudo que habría de simbolizar a esta ciudad.
Así, el 13 de diciembre de 1973, Juan H. Alcocer Rosado, presidente municipal de Valladolid, después de rendir su informe oficial administrativo, descubrió ante el gobernador del estado de Yucatán, Carlos Loret de Mola Mediz, el nuevo escudo de armas de Valladolid.
Este escudo fue confeccionado siguiendo las normas que rigen a los antiguos blasones hispánicos y fue elaborado por el heraldista Juan Francisco Peón Ancona.
Dos ideas básicas guían la composición de este blasón: Una figura central representando el tradicional zaciual o ‘gavilán blanco’ erguido, así como otros signos que manifiestan claramente la presencia de dos culturas: la indígena y la española.
La insignia heráldica se describe así: En campo de oro, gavilán blanco de pie, Bordura de gules (rojo) con seis castillos de oro (tres en cada costado) y, en la punta, el símbolo maya numérico del cero en oro.Como ornamento exterior, dos ramas cruzadas, una de algodón y la otra de xtabentún con su flores y la divisa: "Ciudad Heroica" en letras rojas sobre un fondo o listón de pergamino.

## Historia

### Fundación
La ciudad fue fundada el 28 de mayo de  1543 por Francisco de Montejo con el propósito de dominar la región que a la llegada de los españoles era controlada por los cupules y fue llamada Valladolid como homenaje a la ciudad española del mismo nombre.
La fundación se llevó a cabo en el sitio conocido como Chauac-Há o Chauacá, en el cacicazgo maya de Chikinchel poniéndola bajo la advocación de la virgen de los remedios y el patronazgo de San Servacio, Montejo inmediatamente diseñó la traza que tendría la población, integró su primer cabildo y otorgó encomiendas a 45 conquistadores. La ciudad fue trasladada de lugar debido a la insalubridad y las enfermedades presentadas en este lugar entre las que se encontraba, probablemente, la fiebre amarilla. Montejo se resistió al cambio, pero el cabildo, a nombre de la villa, lo amenazó con quejarse ante el rey Carlos I acusándolo de "persona que no procura el bien, utilidad y pacificación de los naturales de España".
El 24 de marzo de 1545 se trasladó la localidad desde el asentamiento de Chauac Há a la capital de los cupules, las ruinas de la ciudad maya de Zací, palabra maya que significa ‘gavilán blanco’. La ciudad fue, desde su fundación y durante la colonia española, el centro de desarrollo del oriente de la península de Yucatán.

### SigloXIX
Ya en el México independiente, en 1833 y hasta 1847, se estableció en la ciudad la primera fábrica de hilos y tejidos de México en utilizar la fuerza del vapor y fue llamada "La aurora de la industria yucateca", antecedente de las actuales empresas maquiladoras. Formó parte de la República de Yucatán.
El 14 de marzo de 1848 la ciudad fue tomada por los indígenas mayas que cansados de los tratos injustos y tras el asesinato de Manuel Antonio Hay en esta misma ciudad, se habían levantado en armas, en la mal llamada Guerra de Castas. Al mando del cacique Cecilio Chi, tras un asedio iniciado el 19 de enero los mayas finalmente lograron controlar el territorio que originalmente les perteneció. La población blanca y con ella, muchos mestizos, fueron desalojados, aunque muchos murieron durante la invasión. 
Tras el acuerdo con el gobierno federal, que suministró armas y tropas a cambio de que Yucatán abandonara sus aspiraciones separatistas, los mayas tuvieron que desalojar la ciudad en diciembre de 1847. Las tropas del gobierno encabezado en ese entonces por Miguel Barbachano, retomaron el control. Sin embargo, la ciudad de Valladolid no dejó de sufrir el acoso durante muchos años mientras duró el conflicto bélico entre los gobiernos federal y estatal en contra de la población maya.

### SigloXX

#### Plan de Dzelkoop y rebelión de Valladolid
El 10 de mayo de 1910, en la localidad de Dzelkoop, perteneciente a Valladolid, se firmó el Plan de Valladolid o Plan de Dzelkoop en el que se podía leer una invitación a la población de levantarse en contra de la dictadura en el país.

El actual gobierno no es legal, porque no ha sido ungido por el voto popular [...] ha llegado la hora de hacer un poderoso esfuerzo para salvar al país y que aquel esfuerzo supremo debe hacerlo el pueblo para conjurar la tormenta que lo aniquila y amenaza destruirlo por completo.
Plan de Dzelkoop.

A partir de esto, el 4 de junio de 1910, en la ciudad de Valladolid se dio un movimiento revolucionario, precursor del que en noviembre del mismo año, inició en el norte de la república mexicana Francisco I. Madero, y que determinó la caída del gobierno del general Porfirio Díaz. A este movimiento se le conoce en Yucatán como La Primera chispa de la revolución.

## Geografía física

### Localización
Se ubica en el municipio de Valladolid, el cual se encuentra en el estado mexicano de Yucatán.
En el ámbito nacional, se encuentra a una distancia de 2347 km de Monterrey, 1995 km de Guadalajara, 1466 km de la Ciudad de México y 1380 km de Tlaxcala.
Con respecto a las ciudades del sureste de México, se encuentra a 716 km de Villahermosa, 547 km de Ciudad del Carmen, 333 km de San Francisco de Campeche, 300 km de Chetumal, 157 km de Cancún, y 131 km de Playa del Carmen.
La distancia con respecto a las ciudades más pobladas de Yucatán son de 202 km de Progreso, 178 km de Ticul, 169 km de Mérida, y 50 km de Tizimín. Con respecto a puntos de interés turístico del estado se encuentra a 113 km de Izamal, 50 km de Chichén Itzá, y 27 km de Ek Balam.

### Clima
Predomina el clima cálido subhúmedo con lluvias regulares en verano. La temperatura media anual es de 25,8 °C, la máxima se registra en el mes de mayo y la mínima se registra en enero. Calman los calores las brisas marinas y los vientos del sur y del oeste. 
| Parámetros climáticos promedio de Valladolid | Parámetros climáticos promedio de Valladolid | Parámetros climáticos promedio de Valladolid | Parámetros climáticos promedio de Valladolid | Parámetros climáticos promedio de Valladolid | Parámetros climáticos promedio de Valladolid | Parámetros climáticos promedio de Valladolid | Parámetros climáticos promedio de Valladolid | Parámetros climáticos promedio de Valladolid | Parámetros climáticos promedio de Valladolid | Parámetros climáticos promedio de Valladolid | Parámetros climáticos promedio de Valladolid | Parámetros climáticos promedio de Valladolid | Parámetros climáticos promedio de Valladolid |
| Mes                                          | Ene.                                         | Feb.                                         | Mar.                                         | Abr.                                         | May.                                         | Jun.                                         | Jul.                                         | Ago.                                         | Sep.                                         | Oct.                                         | Nov.                                         | Dic.                                         | Anual                                        |
| -------------------------------------------- | -------------------------------------------- | -------------------------------------------- | -------------------------------------------- | -------------------------------------------- | -------------------------------------------- | -------------------------------------------- | -------------------------------------------- | -------------------------------------------- | -------------------------------------------- | -------------------------------------------- | -------------------------------------------- | -------------------------------------------- | -------------------------------------------- |
| Temp. máx. abs. (°C)                         | 36                                           | 38                                           | 37                                           | 38.5                                         | 38.8                                         | 36                                           | 37                                           | 38                                           | 37                                           | 38                                           | 38                                           | 38                                           | 38.8                                         |
| Temp. máx. media (°C)                        | 29                                           | 31                                           | 33                                           | 34                                           | 34                                           | 34                                           | 34                                           | 34                                           | 33                                           | 31                                           | 30                                           | 29                                           | 32                                           |
| Temp. media (°C)                             | 24                                           | 25                                           | 24                                           | 25                                           | 27                                           | 26                                           | 28                                           | 29                                           | 30                                           | 26                                           | 24                                           | 23                                           | 26                                           |
| Temp. mín. media (°C)                        | 17                                           | 18                                           | 19                                           | 21                                           | 23                                           | 24                                           | 23                                           | 23                                           | 23                                           | 22                                           | 20                                           | 18                                           | 19.4                                         |
| Temp. mín. abs. (°C)                         | 2                                            | 4                                            | 3                                            | 5                                            | 7                                            | 9                                            | 6                                            | 4                                            | 1                                            | 3                                            | 3                                            | 2                                            | 1                                            |
| Precipitación total (mm)                     | 18                                           | 7                                            | 10                                           | 15                                           | 23                                           | 46                                           | 62                                           | 66                                           | 47                                           | 37                                           | 16                                           | 9                                            | 356                                          |
| Horas de sol                                 | 342.4                                        | 321.38                                       | 373.03                                       | 378.88                                       | 406.98                                       | 401.28                                       | 410.93                                       | 397.61                                       | 367.71                                       | 361.63                                       | 334.81                                       | 338.2                                        | 4434.8                                       |
| Fuente: clima.msn.com y mx.clima.yahoo.com   |                                              |                                              |                                              |                                              |                                              |                                              |                                              |                                              |                                              |                                              |                                              |                                              |                                              |

## Demografía
En 2020 era la tercera localidad más poblada del estado, después de Mérida y Kanasín.
De acuerdo con el Programa de las Naciones Unidas para el Desarrollo, en 2010 el municipio al que pertenece tenía un índice de desarrollo humano medio de 0,7098 para hombres y 0,6972 para mujeres; estas cifras fueron inferiores al promedio estatal de 0,7505 para hombres y 0,7563 para mujeres.
Según cifras de 2010 de la Secretaría de Desarrollo Social (SEDESOL), el índice de marginación de la localidad era de -0.99088, lo que la colocaba en un grado medio de marginación.
| Gráfica de evolución demográfica de Valladolid entre 1900 y 2020 |
|                                                                  |
| Población según los censos del INEGI.                            |

## Política

### Municipio de Valladolid
La ciudad de Valladolid es la cabecera municipal del municipio de Valladolid, uno de los 106 municipios de Yucatán, mismo que se encuentra al oriente del estado y ocupa una superficie total de 1081,27 km².
En el ámbito político, pertenece al XI Distrito Electoral Estatal de Yucatán, y al I Distrito Electoral Federal de Yucatán, siendo sede de ambos.
En el 2020, el municipio tenía una población de 85 460 habitantes, la mayoría de ellos en la cabecera municipal y en menor medida en las localidades de Popolá, Yalcobá, Kanxoc, Xocen y Tikuch.

### Administración
La ciudad ha tenido 34 presidentes municipales en el periodo que va de 1941 hasta 2027.

## Economía

### Empleo
La población económicamente activa de la localidad era de 19 468 habitantes en el año 2010, de estos, 12 808 eran hombres y 6660 mujeres. Sin embargo, solo 18 890 personas se encontraban ocupadas, siendo 12 346 hombres y 6544 mujeres.

### Sector primario
El sector primario ocupaba al 19% de la población económicamente activa del municipio en el año 2000. La mayor parte de las actividades primarias son desarrolladas por productores locales.

### Sector secundario
El sector secundario ocupaba al 32% de la población económicamente activa del municipio en el año 2000.

### Sector terciario
El sector terciario ocupaba al 48% de la población económicamente activa del municipio en el año 2000.

## Servicios públicos

### Educación

#### Panorama educativo
| Población por escolaridad | Población por escolaridad | Población por escolaridad | Población por escolaridad | Población por escolaridad |
| ------------------------- | ------------------------- | ------------------------- | ------------------------- | ------------------------- |
| Grado académico           | Grado académico           |                           | Porcentaje                | Porcentaje                |
| Sin escolaridad           | Sin escolaridad           |                           | 7.9 %                     | 7.9 %                     |
| Básica                    | Básica                    |                           | 53.1 %                    | 53.1 %                    |
| Media superior            | Media superior            |                           | 21.1 %                    | 21.1 %                    |
| Educación superior        | Educación superior        |                           | 17.7 %                    | 17.7 %                    |
| Fuente: INEGI (2020)      |                           |                           |                           |                           |

El rubro educativo es el de menor contribución al índice de desarrollo humano del municipio al que pertenece la localidad, esto se debe a que en la comunidad se tiene una escolaridad promedio de 7.3 años para hombres y 6.6 años para mujeres, de acuerdo con los datos de 2010 del Programa de las Naciones Unidas para el Desarrollo.
En 2010 existía un total de 3205 analfabetas mayores de 15 años, por lo que el índice de alfabetización era de 90,70% en este sector de la población.

#### Educación superior

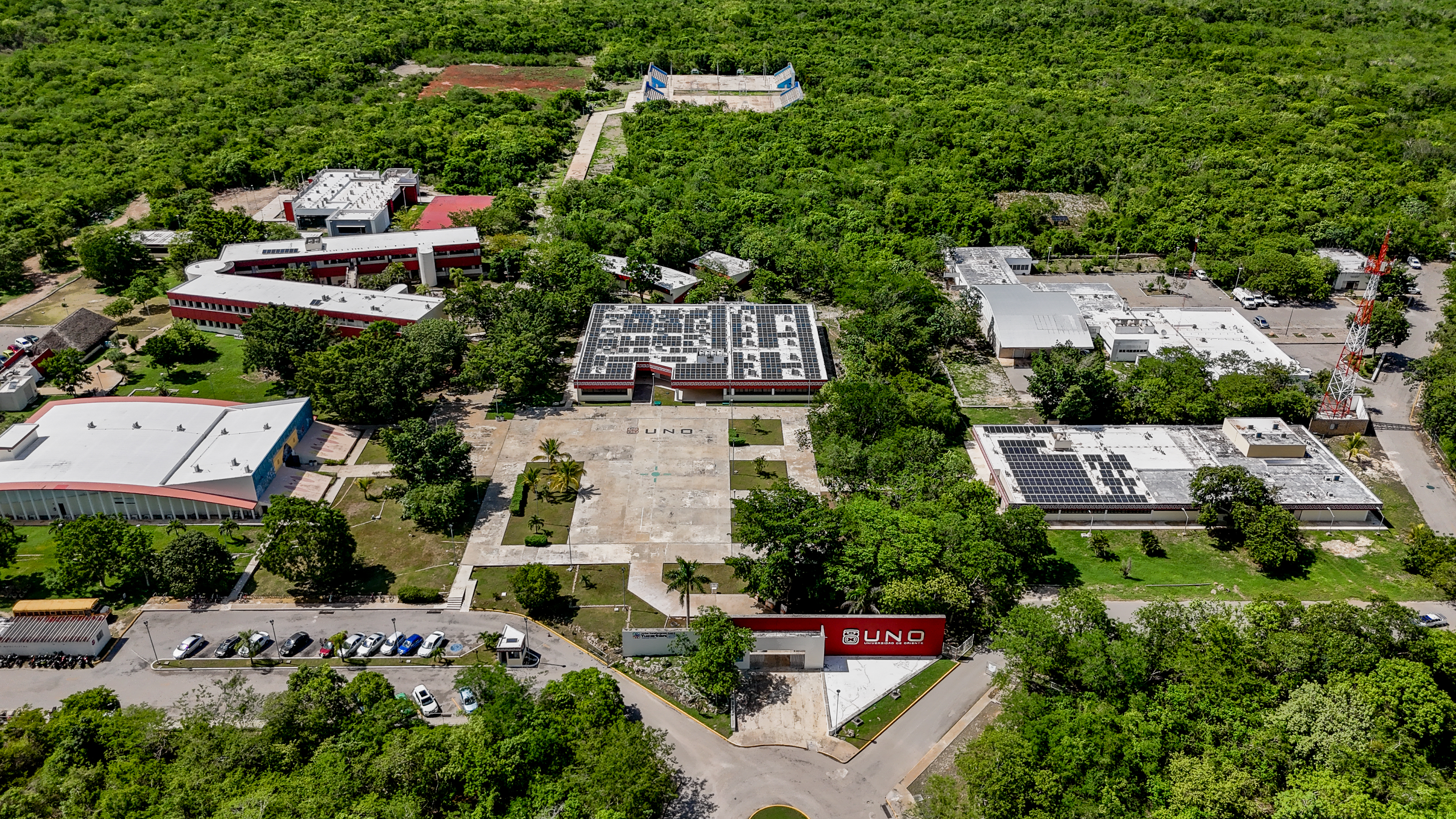
Universidad de Oriente.

Las instituciones públicas que imparten la educación superior en la ciudad son la Universidad de Oriente (UNO), el Instituto Tecnológico Superior de Valladolid, la Universidad Pedagógica Nacional subsede Valladolid, y la Escuela Normal Juan de Dios Rodríguez Heredia. Mientras que las instituciones privadas son la Universidad Modelo Campus Valladolid, el Centro Universitario Valladolid (CUV), la Universidad de Valladolid Yucatán (UVY), el Instituto Barceló y La Universidad Santander Campus Valladolid

### Salud

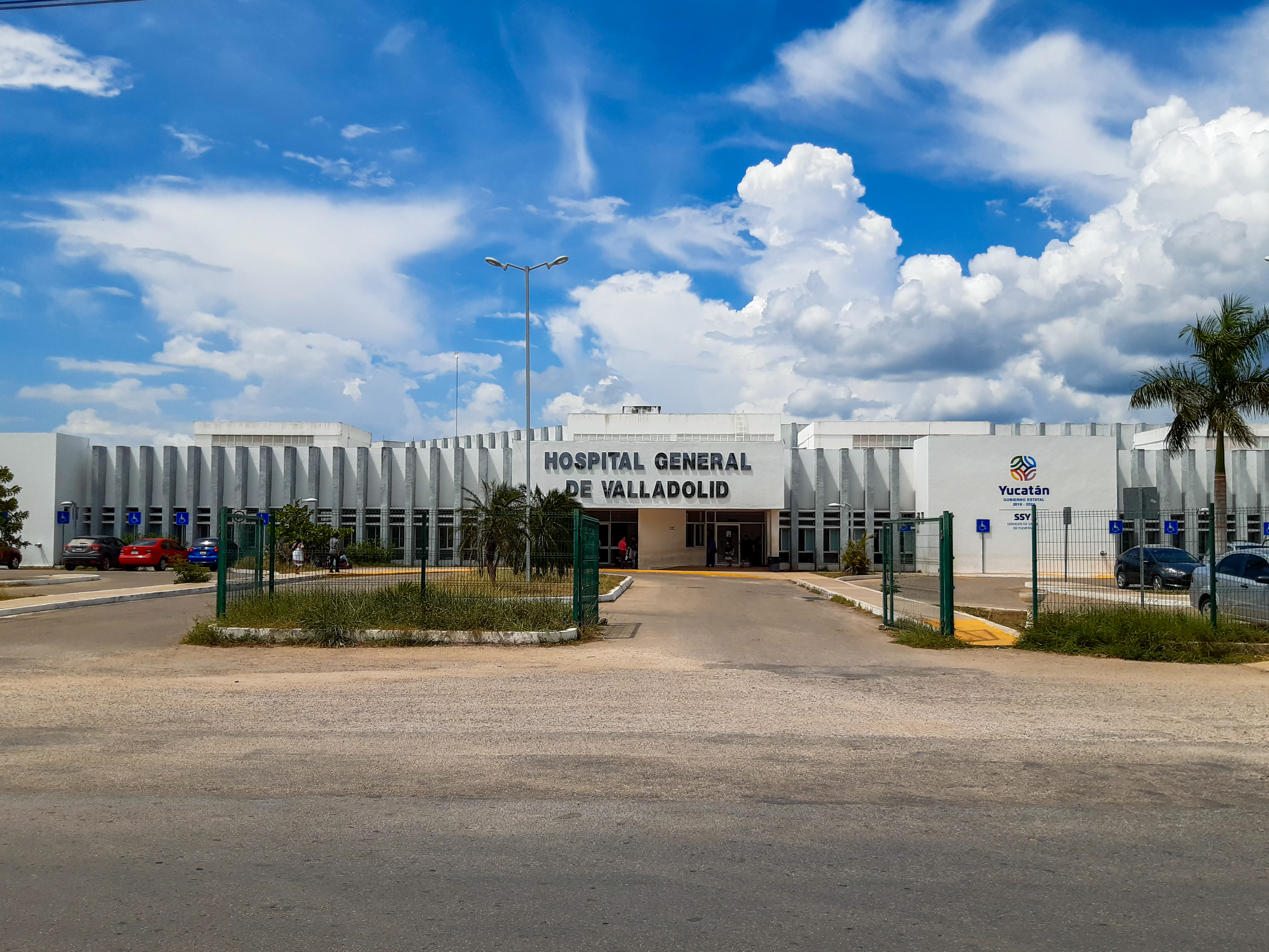
Hospital General de Valladolid.

El indicador en salud medido para calcular el índice de desarrollo humano es la tasa de mortalidad infantil, la cual es medida en muertes por cada 1000 nacidos vivos. En 2010, el municipio al que pertenece la localidad tenía una tasa de mortalidad infantil de 16.1 para hombres y 13.6 para mujeres, siendo el indicador de mejor desempeño en su índice de desarrollo humano.
El sistema de salud de la ciudad se divide entre las unidades de salud pública y las unidades del sector privado. En el sector público, se encuentran presentes unidades de los Servicios de Salud de Yucatán (SSY), el Instituto Mexicano del Seguro Social (IMSS) y el Instituto de Seguridad y Servicios Sociales de los Trabajadores del Estado (ISSSTE); mientras que la medicina privada está presente a través de pequeñas clínicas y consultorios médicos.
En relación con el sistema público de salud dependiente de SSY, la ciudad es la sede de la Jurisdicción Sanitaria n.º 2, y cuenta con cinco unidades de atención primaria. Así mismo, el Hospital General de Valladolid se dedica a la atención secundaria de la ciudad y la región. El IMSS únicamente cuenta con una unidad, llamada Unidad de Medicina Familiar con Hospitalización n.º 4 (UMFH 4). Así mismo, el ISSSTE cuenta con una única unidad, llamada Unidad de Medicina Familiar Valladolid (UMF Valladolid).
Se pueden encontrar medicamentos en el sector privado, a través de 48 farmacias, algunas de las cuales pertenecen a las cadenas comerciales de Farmacias Similares, Farmacias del Ahorro, Farmacias Yza, y Farmacias Bazar, mientras que las restantes pertenecen a negocios locales.

### Seguridad
La Policía Municipal de Valladolid es el organismo encargado de la seguridad pública de la comuna. Además de esta institución, ocasionalmente se pueden encontrar operativos de la policía estatal de Yucatán en algunos sitios de la villa, principalmente en las cercanías de las carreteras estatales y en los eventos multitudinarios.

## Medios de comunicación

### Telefonía
La ciudad cuenta con la señal de Telcel en las modalidades 2G, 3G, y 4G. Movistar México ofrece cobertura en toda su área urbana en las modalidades 3G y 4G. AT&T México cuenta con servicios de 3G y 4G.

## Arquitectura y urbanismo

### Iglesias
En Valladolid hay seis iglesias católicas con interés arquitectónico o histórico:

#### San Servacio o San Gervasio

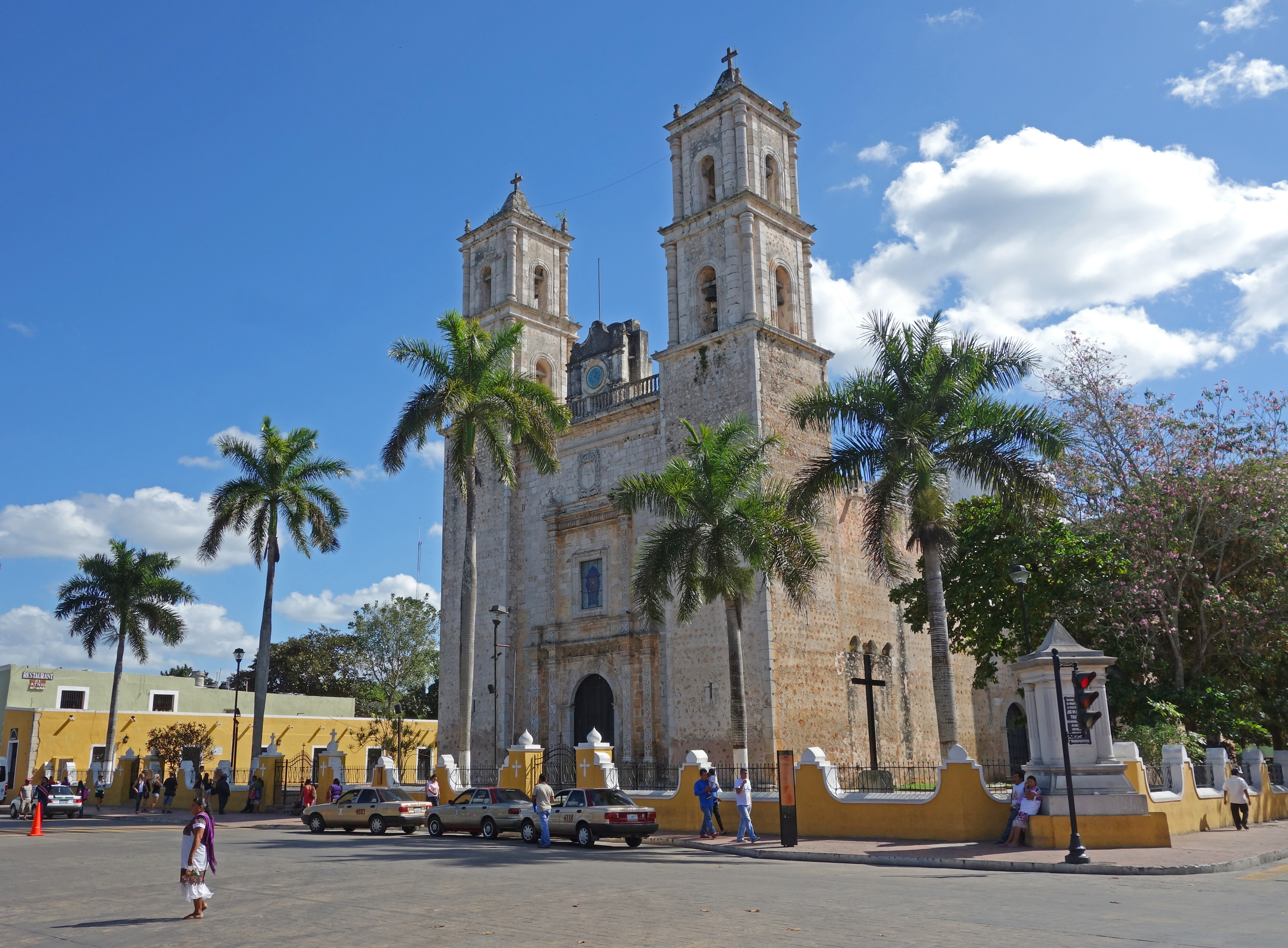
Iglesia de San Gervasio.

La iglesia más famosa e importante se ubica frente de la plaza y parque principal Francisco Cantón,  empezada a construir en 1543, luego de la fundación de Valladolid.
Al llegar los conquistadores la víspera de la asunción de Nuestra Señora, fue cambiada la veneración principal de la iglesia, aunque siendo siempre el abogado de ella, San Gervasio. La parroquia originalmente construida en el siglo XVI, fue escenario de un sangriento crimen en el siglo XVIII, por lo cual, a manera de desagravio, el templo fue remodelado, reorientando su fachada hacia el norte. Se conservó el pórtico de la fachada principal que miraba, según la costumbre, hacia el poniente, con las esculturas de San Pedro y San Pablo.

#### San Bernandino de Siena

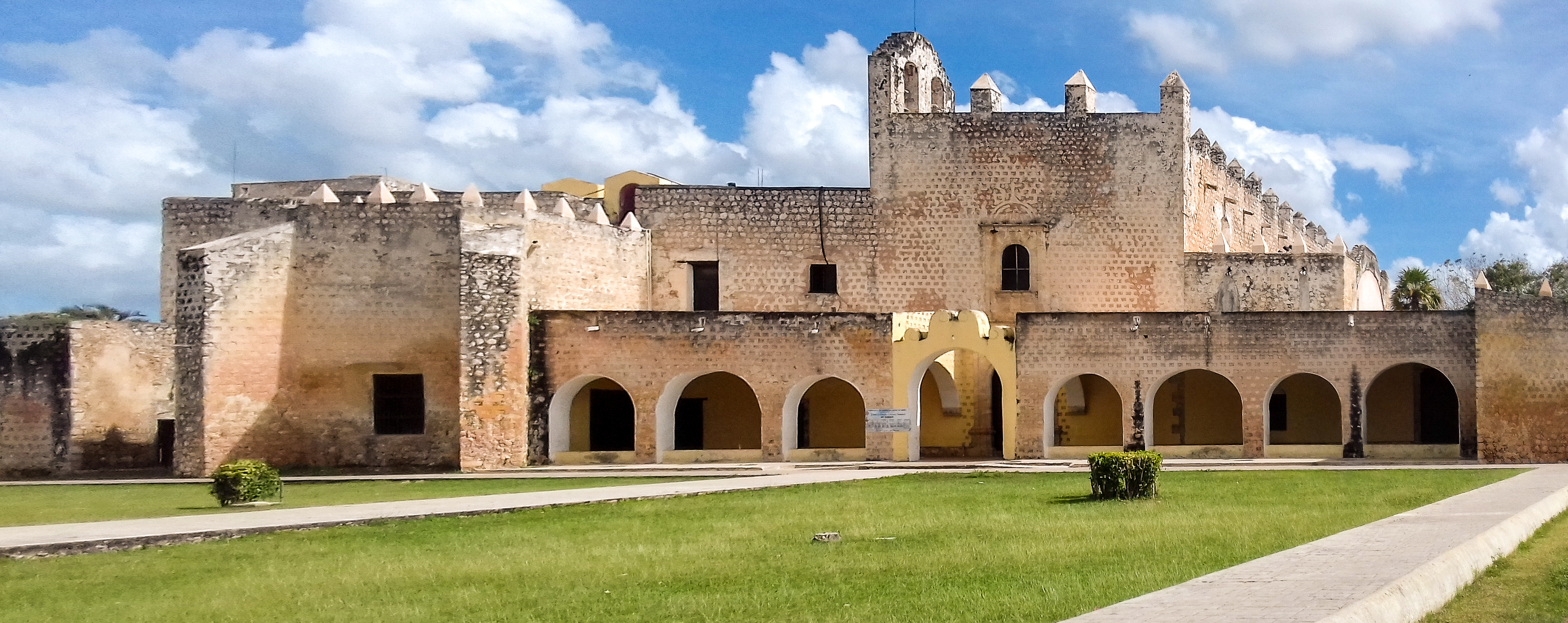
Convento de San Bernardino de Siena.

Ese gran templo está en el parque del barrio de Sisal. Fue construido en 1552, año en el que el arquitecto y religioso Juan de Mérida de los frailes de Francisco de Montejo). La iglesia es del estilo franciscano y su arquitectura es del tipo fortaleza medieval. Sólo así -escribe Stella María González en la "Guía de Yucatàn"- se explican las dimensiones de este templo, con sus almenas clásicas y muros que en algunas partes rebasan los tres metros de espesor, y que cubre una superficie superior a los 14 mil metros cuadrados.

#### Santa Lucía

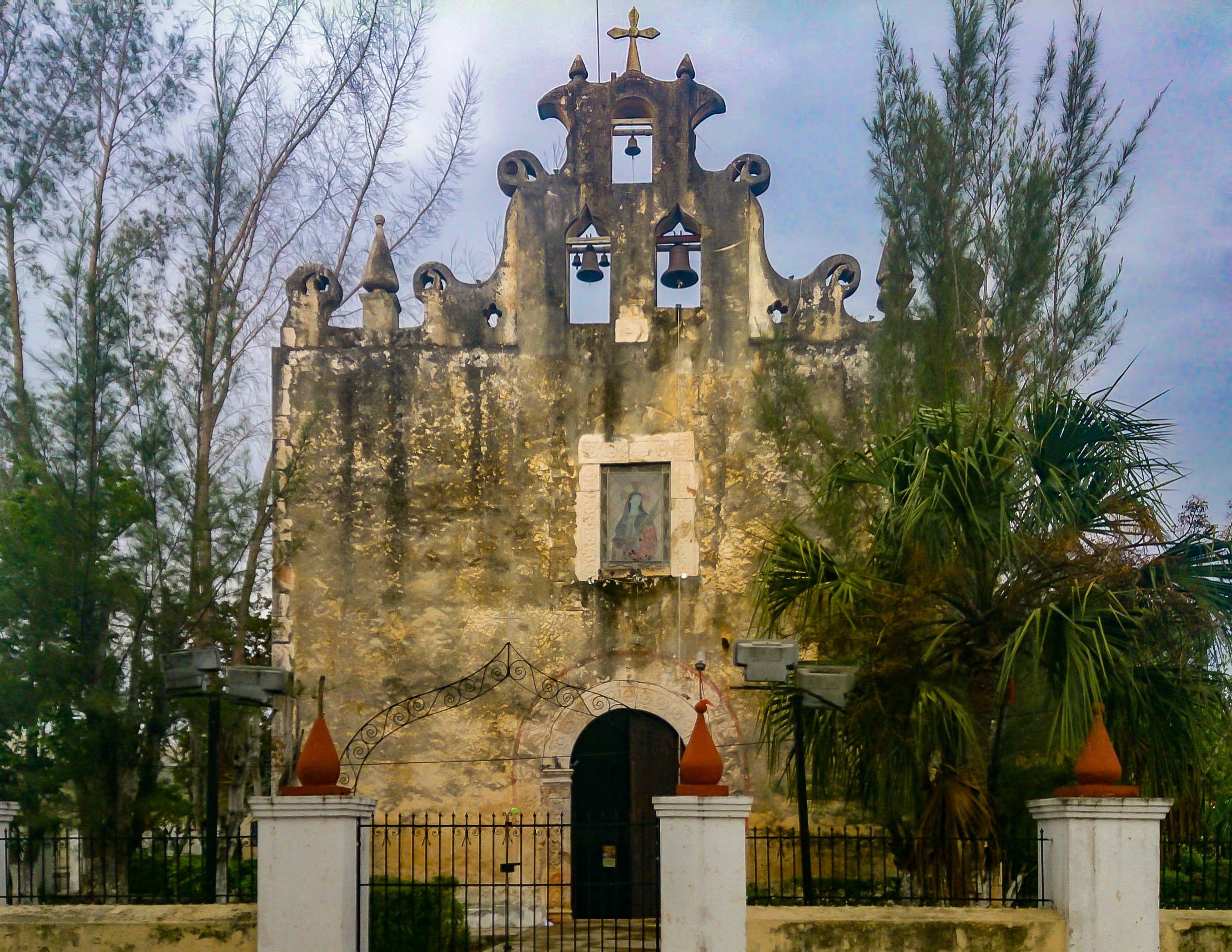
Iglesia de Santa Lucía.

Está en el barrio del mismo nombre. Destaca la altura de su techo abovedado y su fachada rematada por una españada simple con tres arcos que rodean las puertas, labrados con motivos vegetales, El templo es de mampostería, con techo de bóveda y piso de mezcla de cal. La sacristía tiene techo con rollizos y suelo de tierra apisonada. El atrio que circunda el templo por sus lados norte, sur y oeste está limitado con un pretil de mampostería. Su parque es uno de los más visitados ya que se respira un ambiente familiar y de paz. 
La fachada de la iglesia está rematada por una espadaña simple con tres claros para las campanas, los marcos de las puertas están labrados en piedra con motivos vegetales. El único dato que se tiene es que su construcción es a principio del siglo XVII.

#### Candelaria

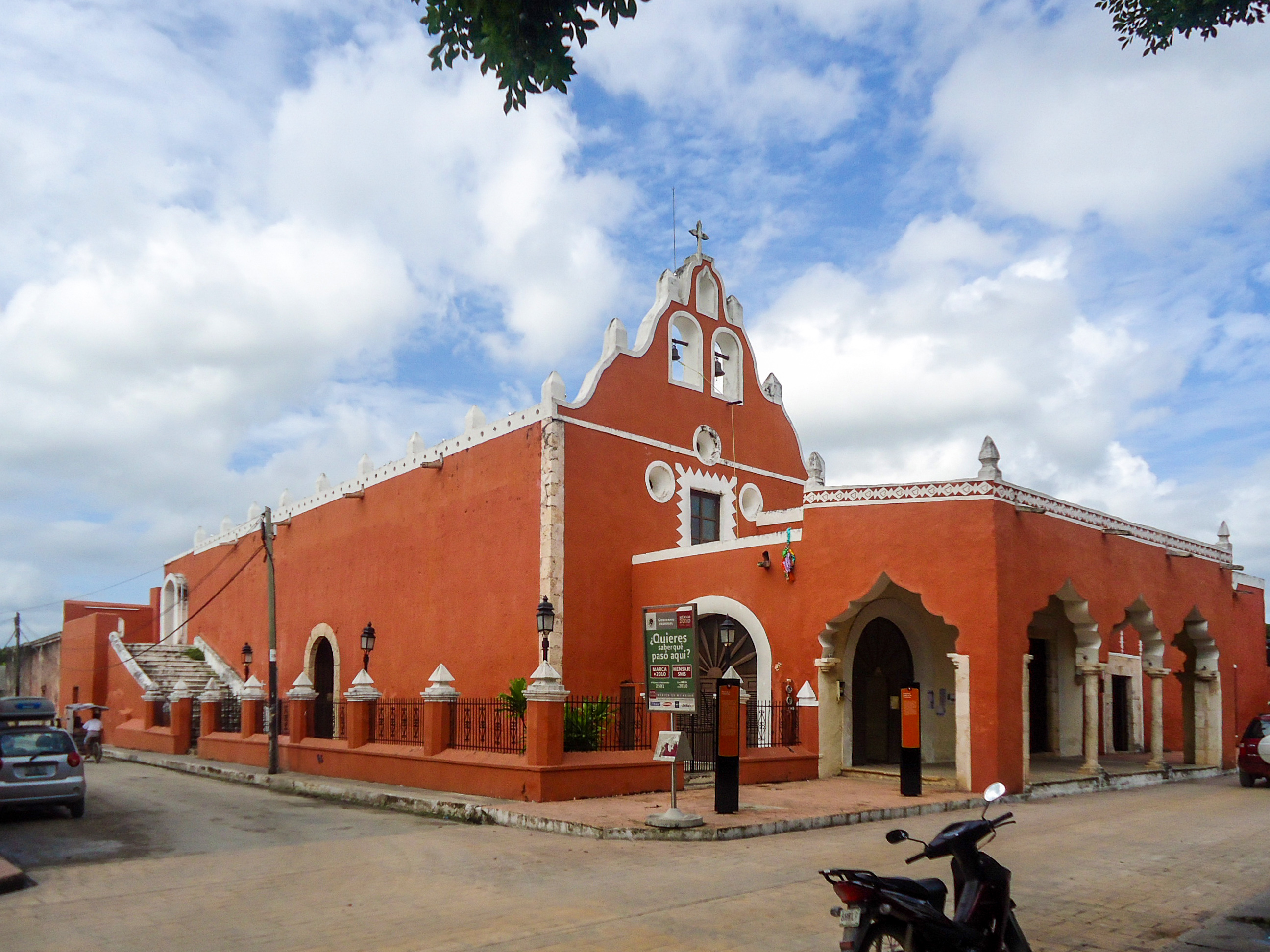
Capilla de la Virgen de la Candelaria.

Ubicada en la calle 44 con 35, frente a la plaza del mismo nombre. Se venera a la Virgen de la Candelaria, con fiesta de 2 de febrero. El conjunto consta de templo, camarín, vestíbulo, un portal soportado por arcos morunos y un patio con arquería circundante.
Tiene dos vanos para campanas y dos remates en el techo que le dan aspecto de fortaleza. El camarín está dispuesto sobre la sacristía. El templo es de una sola nave; enfrente a ella y abarcando hasta el zaguàn de la casa cural, está el pequeño portal de arcos moriscos que invade la calle. Tiene además un atrio pequeño al costado sur de todo el predio. En su interior se aprecia el techo de bóveda, púlpito de madera labrada, retablo con motivos vegetales y nichos con imágenes.

#### San Juan de Dios

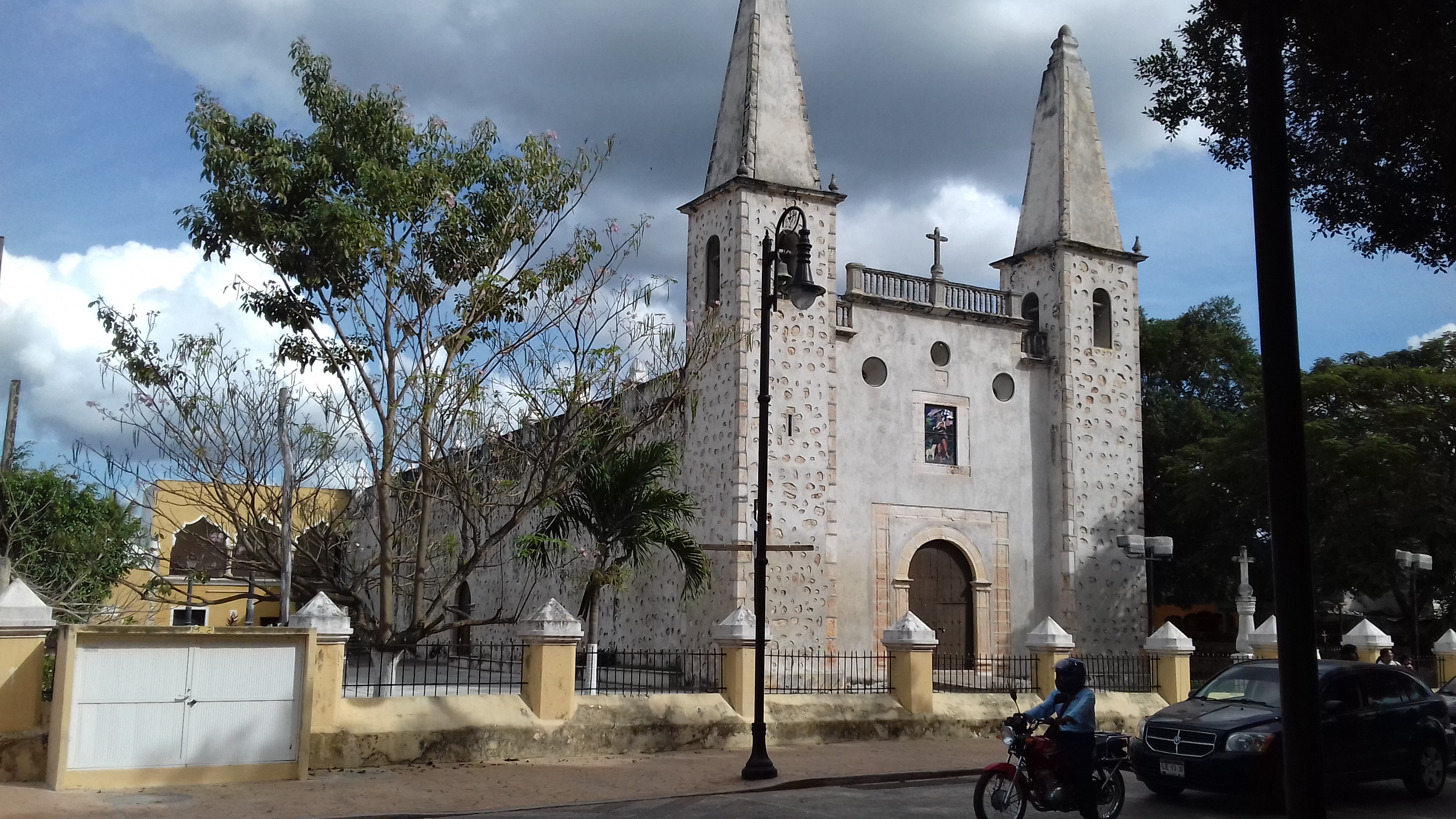
Iglesia de San Juan.

Localizada en la calle 40 frente al parque pequeño del mismo nombre, mide unos 30 metros de largo por 10, caracterizada por dos torres rematadas por grandes pilones de pirámides cuadrangulares que flanquean la fachada. 
Las paredes laterales del templo son sólidas, con pequeñas almenas, también de piedra, como la de San Gervasio, San Bernandino y Santa Lucía. La portada principal está también rodeada por un arco de medio punto tabllerado; sobre este, una ventana del coro enmarcada con piedra de cantera y arriba de estas tres pequeñas ventanas circulares rematadas por una balaustrada que conecta las dos torres. En su interior se encuentra un interesante retablo de estilo salomónico con motivos vegetales, cuatro nichos laterales y una pila bautismal de piedra labrada. Actualmente tiene un pequeño atrio con verja de hierro. Recientemente fue remodelada cubriendo las paredes con una mezcla especial para su protección.

#### Santa Ana

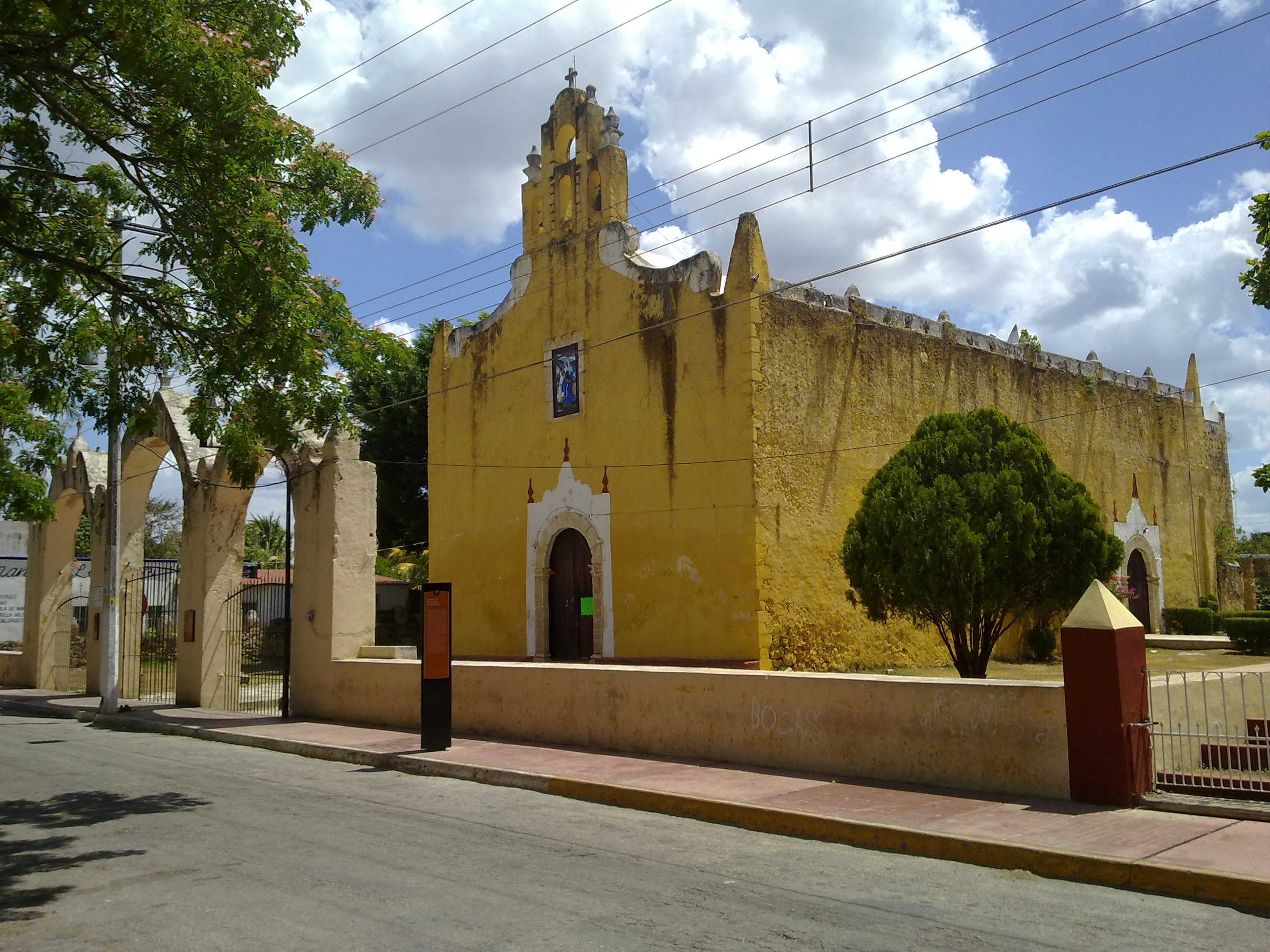
Iglesia de Santa Ana.

La iglesia situada en el barrio del mismo nombre, tiene un vitral que se encuentra al frente de la fachada, recientemente incorporado al templo mediante una recaudación pública. Hay un parque frente a la iglesia en el que, cada 13 de septiembre, se conmemora la heroica defensa de Chapultepec. En el centro del parque está el monumento de los Niños Héroes.
En la plaza que se encuentra frente a esta iglesia fue ahorcado en 1847, después de juicio sumarísimo, Manuel Antonio Ay, batab (caudillo) maya de Chichimilá, que fue acusado de rebelión al serle encontrada una carta, según el juez Antonio Rajón, que le dirigía Cecilio Chi, en la que supuestamente se confabulaban para iniciar la Guerra de Castas. Este acontecimiento, que conmovió a la población indígena de la península de Yucatán, precipitó e hizo irreversible el movimiento armado que estaba gestándose y que mantendría a Yucatán en pie de guerra durante los siguientes 54 años. Durante esta guerra, la ciudad de Valladolid fue sitiada, tomada e incendiada y sus habitantes desalojados y muchos de ellos muertos por los indígenas sublevados.

### Lugares de interés

#### Centro histórico

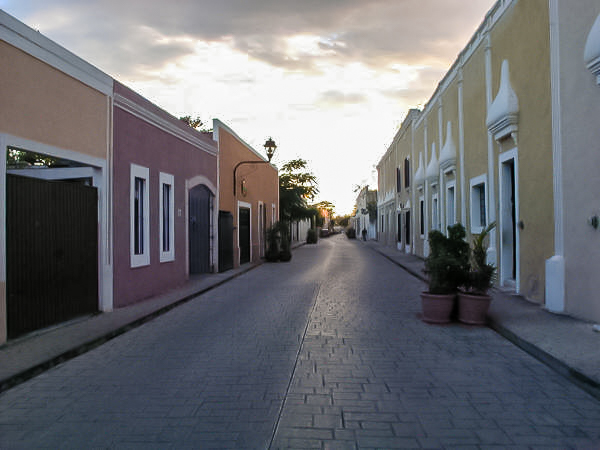
Calzada de los frailes.

- Templo Parroquial de San Servacio o Gervasio
- Parque Principal Francisco Cantón Rosado
- Palacio Municipal
- Casa de la Cultura
- Casa de los Venados
- Mercado de Artesanías
- Centro Artesanal Zaci
- Bazar Municipal
- Museo San Roque
- Parque de los Héroes
- Las 5 Calles
- Calzada de los Frailes

#### Barrio de Sisal
- Templo y Ex Convento de San Bernandino de Siena
- Parque de Sisal

#### Barrio de Candelaria
- Iglesia de Nuestra Señora de la Candelaria
- Parque de Nuestra Señora de la Candelaria
- Ex Telar “La Aurora”

#### Barrio de Santa Ana
- Iglesia de Santa Ana
- Parque de los Niños Héroes
- Cenote Zací

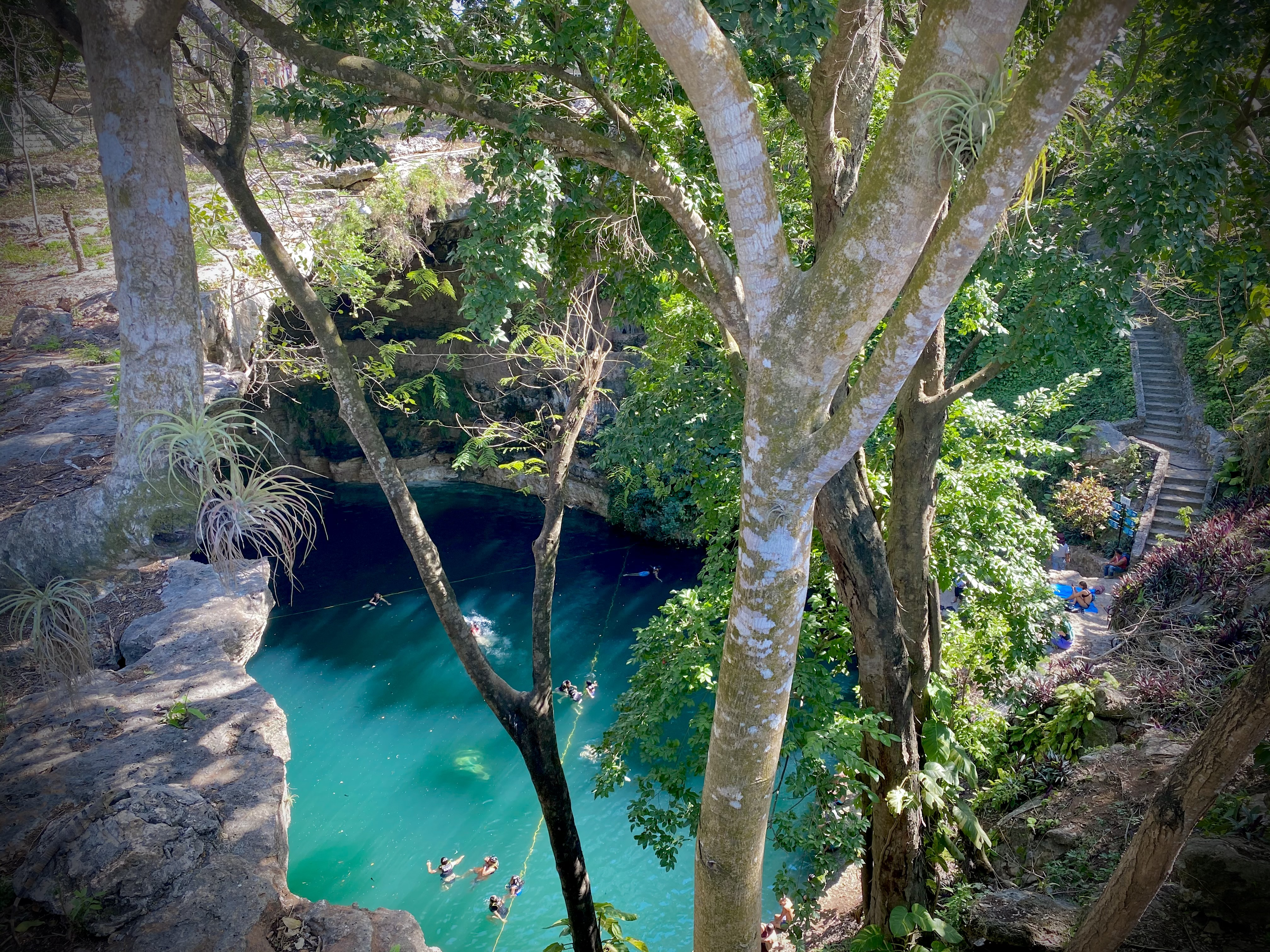
Cenote Zací.

- Mercado Municipal “Donato Bates Herrera”

#### Barrio de Santa Lucía
- Iglesia de Santa Lucía
- Parque de Santa Lucía

#### Barrio de San Juan
- Iglesia de San Juan de Dios
- Parque de San Juan de Dios

## Cultura

### Artesanías
Entre la diversidad de artesanías que se producen en la localidad se encuentra el urdido de hamacas, confección de ropa típica, bordados, joyería, talabartería y tallado de piedra.

## Patrimonio cultural inmaterial

### Fiestas populares
- Del 26 de enero al 3 de febrero, se realiza la fiesta del barrio de la Virgen de la Candelaría.
- Del 16 al 25 de abril se realiza la fiesta de la virgen de Santa Inés y San Marcos.
- Del 23 de abril al 3 de mayo se realiza la fiesta en honor a la Santa Cruz, en el barrio de la Cruz Verde. Fiesta popular con baile de jarana, rosarios, comida.
- El 28 de mayo, aniversario de la fundación de Valladolid.
- Del 13 al 19 de junio, fiesta del Divino Redentor.
- El 26 de julio, fiesta de Nuestra Señora de Santa Ana.
- Del 15 al 30 de octubre, fiesta al Cristo Rey.

### Tradiciones y costumbres
Para las festividades de todos los santos y fieles difuntos se acostumbra colocar un altar en el lugar principal de la casa, donde se ofrece a los difuntos la comida que más les gustaba y el tradicional mucbil pollo, acompañado de atole de maíz nuevo, y chocolate batido con agua. En las fiestas regionales los habitantes bailan las jaranas, haciendo competencias entre los participantes.

### Trajes típicos

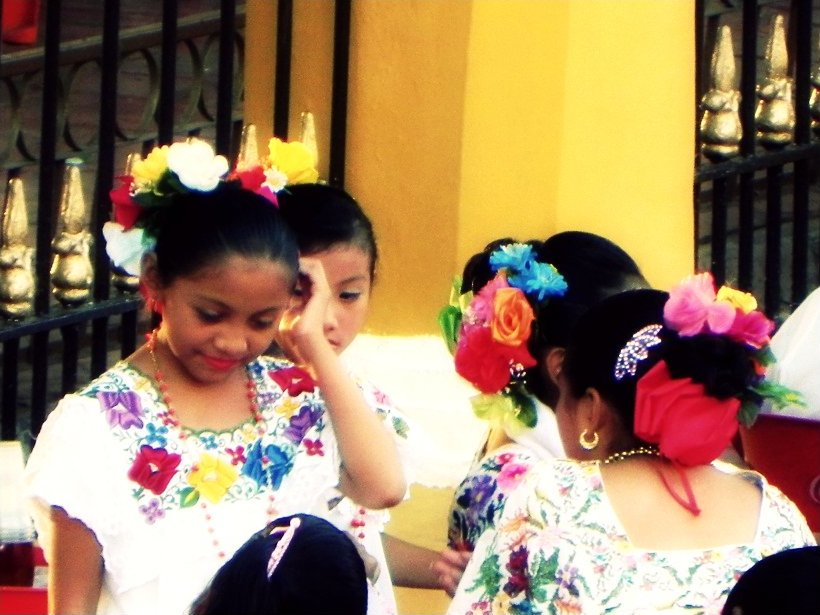
Niñas con hipil.

Las mujeres usan sencillo hipil, con bordados que resaltan el corte cuadrado del cuello y el borde del vestido; este se coloca sobre el fustán, que es un medio fondo rizado sujeto a la cintura con pretina de la misma tela; calzan sandalias y para protegerse del sol se cubren con un rebozo. Los campesinos, sobre todo los ancianos, visten pantalón holgado de manta cruda, camiseta abotonada al frente, mandil de cotí y sombrero de paja.
Para las vaquerías y fiestas principales las mujeres se engalanan con el terno, confeccionado con finas telas, encajes y bordados hechos generalmente a mano en punto de cruz. Este se complementa con largas cadenas de oro, aretes, rosario de coral o filigrana y rebozo de Santa María.
Los hombres acostumbran vestir pantalón blanco de corte recto, filipina de fina tela, alpargatas y sombreros de jipijapa, sin faltar el tradicional pañuelo rojo llamado popularmente paliacate, indispensable al bailar la jarana.

### Gastronomía
- Alimentos

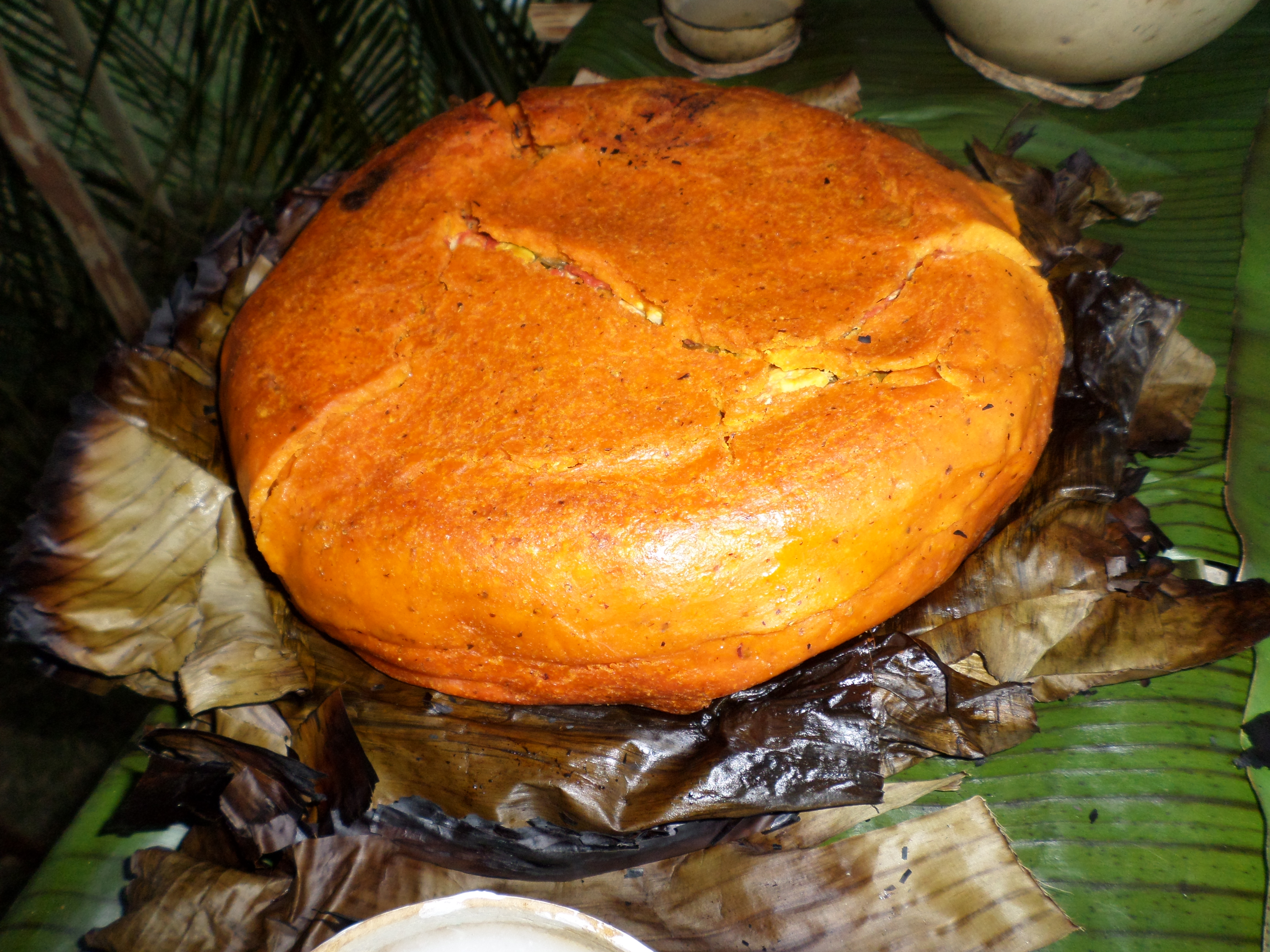
Pibil waaj.

Se preparan con masa de maíz carne de puerco, pollo y venado, acompañados con salsas picantes a base de chiles habanero y max. Los principales son: fríjol con puerco, chaya con huevo, puchero de gallina, queso relleno, salbutes, panuchos, pipian de venado, papadzules, longaniza, lomitos de Valladolid, relleno negro, maculan, cochinita pibil, joroches, mucbil pollos, chachacuas, pan de espelón, pimes y tamales colados.
- Dulces

Los dulces tradicionales que se elaboran son el de yuca con miel, buñuelos (hechos a base de yuca)con miel, calabaza melada, camote con coco, cocoyol en almíbar, mazapán de pepita de calabaza, melcocha, arepas, tejocotes en almíbar y dulce de ciricote.
- Bebidas

Las bebidas típicas del municipio son el xtabentun, balché, bebida de anís, pozole con coco, horchata, atole de maíz nuevo y refrescos de frutas de la región.

## Ciudades hermanadas
Las ciudades hermanadas son aquellas que han firmado y ratificado tratados de cooperación internacional para promover lazos socioculturales, los cuales tienen una fecha de vigencia establecida que necesita ser renovada y requieren de la constante comunicación entre las partes relacionadas.
La ciudad de Valladolid mantiene un convenio vigente con la ciudad de Asheville, el cual es avalado por Sister Cities International; también tiene un convenio de vigencia desconocida con Xochimilco, publicado por la alcaldía de esa ciudad. No se han hecho públicos otros tratados de la ciudad por medios oficiales del gobierno local o por instancias internacionales.
Se han desarrollado otros convenios de colaboración que no tienen la categoría de hermanamiento, no han sido publicados como hermanamientos por medios gubernamentales, o únicamente han sido mencionados por la prensa pero no por medios oficiales; este tipo de acuerdos se tienen con las ciudades de Salvatierra, San Miguel de Cozumel, Mérida, Santa Elena, Jiaxing, y Súntar.